# J.G. Evans Barn
La J.G. Evans Barn est une grange dans le comté d'El Paso, dans le Colorado, aux États-Unis. Construite en 1885, elle est inscrite au Registre national des lieux historiques depuis le 22 juin 2004.